# ارگون (افغانستان)
آرگون (به لاتین: Urgun) یک منطقهٔ مسکونی در افغانستان است که در ولسوالی اورگون واقع شده‌است. ارگون ۰٫۵million نفر جمعیت دارد و ۲٬۳۱۵ متر بالاتر از سطح دریا واقع شده‌است.